# Марк Антоний Паллант (вольноотпущенник)
Марк Антоний Паллант (лат. Marcus Antonius Pallas) (убит в 62 году) — казначей императоров Клавдия и Нерона, старший брат прокуратора Иудеи Антония Феликса.

## Биография
Марк Антоний Паллант был по происхождению греком. Стал вольноотпущенником Антонии Младшей, дочери Марка Антония. 
После её смерти в 37 году стал клиентом её сына Клавдия. В правление Клавдия Паллант достиг больших высот и стал обладателем огромного состояния, которое составляло 300 миллионов сестерциев. Тацит писал, что он «превозносился восхвалениями за старинную неприхотливость и довольство малым». 
С его помощью Агриппина Младшая стала женой Клавдия. В правление её сына Нерона был отправлен в отставку, поскольку молодой император устал иметь дело с приближёнными Агриппины.
Был убит по приказу Нерона в 62 году.